# Wadi Musa
Wadi Musa – miasto w Jordanii, w muhafazie Ma’an. W 2015 roku liczyło 6381 mieszkańców.